# Keito Nakamura
Pour les articles homonymes, voir Nakamura.
Keito Nakamura (中村 敬斗, Nakamura Keito), né le 28 juillet 2000 à Abiko au Japon, est un footballeur international japonais qui évolue au poste d'ailier gauche au Stade de Reims.

## Biographie

### Gamba Osaka
Né à Abiko au Japon, Keito Nakamura commence sa carrière professionnelle avec le club du Gamba Osaka au Japon. Il joue son premier match en équipe première le 24 février 2018, à l'occasion d'une rencontre de J. League 1 contre le Nagoya Grampus. Ce jour-là, il entre en jeu en cours de partie, et son équipe s'incline sur le score de trois buts à deux. Le 14 mars 2018, il inscrit son premier but en professionnel, lors d'une victoire de son équipe en J.League Cup face aux Urawa Red Diamonds (1-4).
Le 3 juillet 2019, Keito Nakamura réalise le premier triplé de sa carrière professionnelle lors d'une rencontre de coupe du Japon face au Kamatamare Sanuki. Il contribue ainsi à la large victoire de son équipe par sept buts à un,.

### FC Twente
Le 22 juillet 2019, Keito Nakamura est prêté par le club du Gamba Osaka au FC Twente, tout juste promu en Eredivisie, après une saison à l'échelon inférieur. Il joue son premier match avec sa nouvelle équipe le 3 août 2019, lors de la première journée de la saison 2019-2020 d'Eredivisie, face au PSV Eindhoven. Titulaire sur l'aile gauche de l'attaque, Nakamura s'illustre rapidement dans la partie en inscrivant son premier but sous ses nouvelles couleurs dès la 8e minute de jeu, permettant à son équipe d'ouvrir le score. Twente se fait finalement rejoindre et le match se solde par un match nul (1-1). Le 10 août de la même année, lors de la journée suivante face au FC Groningue, Nakamura se montre une nouvelle fois décisif, en montrant la voie à son équipe, en ouvrant le score. Twente remporte la partie ce jour-là (1-3).

### Saint-Trond VV
Le 25 juin 2020 est annoncé le prêt d'une saison de Keito Nakamura au club belge du Saint-Trond VV. Il joue son premier match dès la première journée de la saison 2020-2021 de Jupiler Pro League contre La Gantoise, le 9 août 2020. Il est titularisé au poste d'ailier gauche avant d'être remplacé par Lee Seung-woo en deuxième période, lors de ce match remporté par son équipe sur le score de deux buts à un.

### FC Juniors OÖ et LASK
Le 8 février 2021, Keito Nakamura rejoint le FC Juniors OÖ.
Le 11 août 2021, Nakamura s'engage pour un contrat courant jusqu'en juin 2024 avec le LASK Linz,. Le 4 novembre 2021, Nakamura réalise son premier doublé pour le LASK, lors d'une rencontre de Ligue Europa Conférence contre le Alashkert FC. Ses deux buts permettent à son équipe de l'emporter (2-0 score final).
Le 16 août 2022, Nakamura prolonge son contrat avec le LASK jusqu'en juin 2025.

### Stade de Reims
Le 10 août 2023, Keito Nakamura signe un contrat de cinq ans avec le Stade de Reims,.
Nakamura inscrit son premier but pour Reims le 26 septembre 2023, lors d'une rencontre de championnat face au LOSC Lille. Titulaire, il participe à la victoire de son équipe par deux buts à un.

### En sélection
Keito Nakamura est sélectionné avec l'équipe du Japon des moins de 17 ans pour disputer la Coupe du monde des moins de 17 ans en 2017, qui se déroule en Inde. Lors de cette compétition il se fait notamment remarquer en réalisant un triplé lors du premier match face au Honduras, le 8 octobre. Il délivre également une passe décisive lors de cette rencontre où les Japonais s'imposent largement par six buts à un. Nakamura délivre ensuite un autre but lors du dernier match de phase de poule contre la Nouvelle-Calédonie. Le Japon s'incline en huitièmes de finale face à l'équipe d'Angleterre, après une séance de tirs au but.
Avec l'équipe du Japon des moins de 20 ans, Keito Nakamura participe à la Coupe du monde des moins de 20 ans en 2019. Lors de cette compétition organisée en Pologne, il joue en tout quatre matchs. Le Japon est éliminé en huitièmes de finale par la Corée du Sud, futur finaliste de la compétition. 
Keito Nakamura est convoqué pour la première fois avec l'équipe nationale du Japon en mars 2023 par le sélectionneur Hajime Moriyasu. Il honore sa première sélection lors de ce rassemblement, le 24 mars 2023, en entrant en jeu en fin de match à la place de Kaoru Mitoma face à l'Uruguay,.
Le 1er janvier 2024, il est retenu dans la liste des vingt-six joueurs japonais sélectionnés par Hajime Moriyasu pour disputer la Coupe d'Asie des nations 2023.

## Statistiques

### En club
| Saison                | Club                  | Championnat           | Championnat | Championnat | Championnat | Coupe nationale | Coupe nationale | Coupe nationale | Coupe de la Ligue | Coupe de la Ligue | Coupe de la Ligue | Compétition(s) continentale(s) | Compétition(s) continentale(s) | Compétition(s) continentale(s) | Compétition(s) continentale(s) | Total | Total | Total |
| Saison                | Club                  | Division              | M.          | B.          | P.d.        | M.              | B.              | P.d.            | M.                | B.                | P.d.              | Comp.                          | M.                             | B.                             | P.d.                           | M.    | B.    | P.d.  |
| 2018                  | Gamba Osaka           | J1 League             | 17          | 1           | 0           | 1               | 0               | 0               | 7                 | 1                 | 0                 | -                              | -                              | -                              | -                              | 25    | 2     | 0     |
| 2019                  | Gamba Osaka           | J1 League             | 7           | 0           | 1           | 1               | 3               | 1               | 5                 | 3                 | 1                 | -                              | -                              | -                              | -                              | 13    | 6     | 3     |
| Sous-total            | Sous-total            | Sous-total            | 24          | 1           | 1           | 2               | 3               | 1               | 12                | 4                 | 1                 | -                              | -                              | -                              | -                              | 38    | 8     | 3     |
| 2019-2020             | FC Twente (prêt)      | Eredivisie            | 17          | 4           | 1           | 1               | 2               | 0               | -                 | -                 | -                 | -                              | -                              | -                              | -                              | 18    | 6     | 1     |
| 2020-2021             | Saint-Trond VV (prêt) | Jupiler Pro League    | 5           | 1           | 0           | -               | -               | -               | -                 | -                 | -                 | -                              | -                              | -                              | -                              | 5     | 1     | 0     |
| 2020-2021             | FC Juniors OÖ (prêt)  | 2.Liga                | 9           | 2           | 0           | -               | -               | -               | -                 | -                 | -                 | -                              | -                              | -                              | -                              | 9     | 2     | 0     |
| 2021-2022             | FC Juniors OÖ (prêt)  | 2.Liga                | 5           | 3           | 1           | -               | -               | -               | -                 | -                 | -                 | -                              | -                              | -                              | -                              | 5     | 3     | 1     |
| Sous-total            | Sous-total            | Sous-total            | 14          | 5           | 1           | -               | -               | -               | -                 | -                 | -                 | -                              | -                              | -                              | -                              | 14    | 5     | 1     |
| 2021-2022             | LASK                  | Bundesliga            | 22          | 6           | 1           | 3               | 0               | 0               | -                 | -                 | -                 | C4                             | 7                              | 3                              | 0                              | 32    | 9     | 1     |
| 2022-2023             | LASK                  | Bundesliga            | 31          | 14          | 7           | 5               | 3               | 1               | -                 | -                 | -                 | -                              | -                              | -                              | -                              | 36    | 17    | 8     |
| 2023-2024             | LASK                  | Bundesliga            | 1           | 0           | 0           | 0               | 0               | 0               | -                 | -                 | -                 | -                              | -                              | -                              | -                              | 1     | 0     | 0     |
| Sous-total            | Sous-total            | Sous-total            | 54          | 20          | 8           | 8               | 3               | 1               | -                 | -                 | -                 | -                              | 7                              | 3                              | 0                              | 69    | 26    | 9     |
| 2023-2024             | Stade de Reims        | Ligue 1               | 25          | 4           | 1           | -               | -               | -               | -                 | -                 | -                 | -                              | -                              | -                              | -                              | 25    | 4     | 1     |
| 2024-2025             | Stade de Reims        | Ligue 1               | 32+2        | 11+0        | 2+0         | 6               | 1               | 1               | -                 | -                 | -                 | -                              | -                              | -                              | -                              | 40    | 12    | 3     |
| Sous-total            | Sous-total            | Sous-total            | 59          | 15          | 3           | 6               | 1               | 1               | -                 | -                 | -                 | -                              | -                              | -                              | -                              | 65    | 16    | 4     |
| Total sur la carrière | Total sur la carrière | Total sur la carrière | 173         | 46          | 14          | 17              | 9               | 3               | 12                | 4                 | 1                 | -                              | 7                              | 3                              | 0                              | 209   | 62    | 18    |

### En sélection
| Années                | Sélection             | Phases finales        | Phases finales | Phases finales | Phases finales | Éliminatoires | Éliminatoires | Éliminatoires | Éliminatoires | Amicaux | Amicaux | Amicaux | Total | Total | Total |
| Années                | Sélection             | Comp.                 | M.             | B.             | P.d.           | Comp.         | M.            | B.            | P.d.          | M.      | B.      | P.d.    | M.    | B.    | P.d.  |
| --------------------- | --------------------- | --------------------- | -------------- | -------------- | -------------- | ------------- | ------------- | ------------- | ------------- | ------- | ------- | ------- | ----- | ----- | ----- |
| 2023                  | Japon                 | -                     | -              | -              | -              | -             | -             | -             | -             | 4       | 4       | 0       | 4     | 4     | 0     |
| 2024                  | Japon                 | Coupe d'Asie 2023     | 3              | 1              | 0              | CdM 2026      | 6             | 2             | 1             | 1       | 1       | 0       | 10    | 4     | 1     |
| 2025                  | Japon                 |                       | -              | -              | -              | CdM 2026      | 2             | 0             | 0             |         |         |         | 2     | 0     | 0     |
| Total sur la carrière | Total sur la carrière | Total sur la carrière | 3              | 1              | 0              | -             | 8             | 2             | 1             | 5       | 5       | 0       | 16    | 8     | 1     |

## Palmarès
Il est finaliste de la Coupe de France en 2025 avec le Stade de Reims.